# Чекалкин Дмитро Валерійович
Дмитро Валерійович Чекалкин (23 вересня 1964 , Київ ) — український перекладач, колишній дипломат, шоумен, директор рекламної аґенції «DIVA Production». Окрім української, володіє англійською, івритом та арабською мовою.

## Життєпис

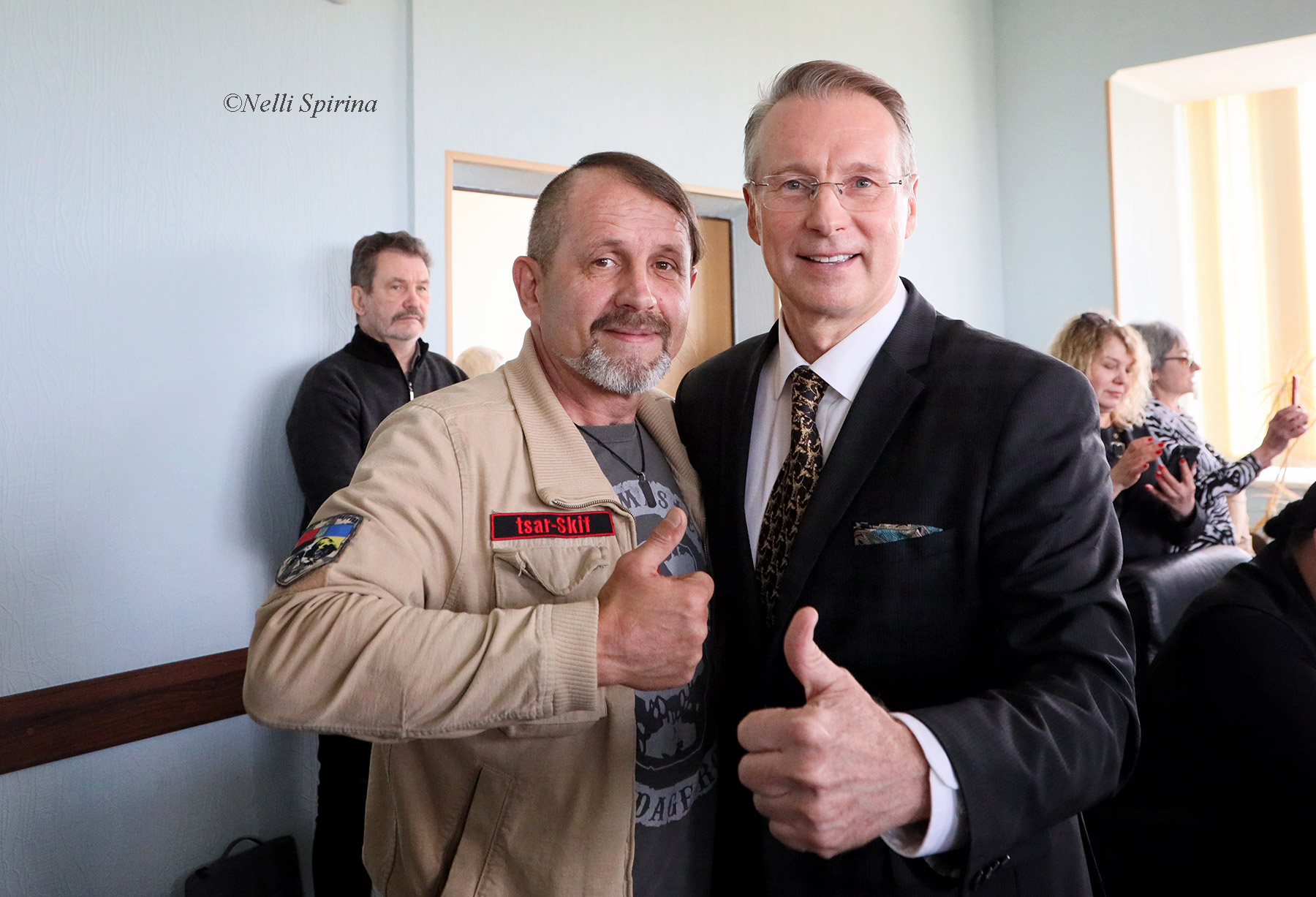
Володимир Балух та Дмитро Чекалкін в Апеляційному суді Києва, 21 травня 2025 року

Народився 23 вересня 1964 року в місті Києві. Прадід Дмитра походить з села Чекалкіно (Росія).

### Освіта
Закінчив Військовий інститут Міністерства оборони СРСР (м. Москва) та отримав фах референта-перекладача з арабської та івриту. З 1989 по 1991 рік — навчався в аспірантурі зазначеного інституту. Згодом викладав у тому ж виші, працював над кандидатською дисертацією.
В 1991—1992 роках — навчався на курсах підвищення кваліфікації МЗС України.

### Трудова діяльність
- 1986—1989 — військовий перекладач на Близькому Сході та у країнах Азії.
- 1992 — 2-й секретар Управління двосторонніх відносин МЗС України.
- 1992—1996 — перший Консул України в Ізраїлі, 1-й секретар посольства з політичних питань.
- З 1996 — віцепрезидент концерну «Денді».
- з 1997 — президент радіостанції Київські відомості[3].

2005 року, за словами Чекалкина, український олігарх Ігор Коломойський пропонував йому очолити куплений тоді канал 1+1, проте він відмовився.
Станом на 2010 рік — генеральний директор «ДІВА продакшн».

### Шоу-мен
Колишній учасник телевізійного шоу «Золотий Гусак». Автор проєктів «Веселі яйця», «Операція проФФесор», «Все геніальне — у тостах» та «Розіграли!».

## Відзнаки
- Володар «Золотого мікрофону»;
- 2007 і 2008 — лауреат премії «Радіоманія» (Росія);
- 2009 — номінант премії «Радіоманія» у категорії «Ведучий програми, шоу».

## Сім'я
- Одружений втретє, виховує трьох синів та доньку.